# Луїз Пауло Габріель де Соуза
Луіз Пауло Габріель де Соуза або просто Пепі (порт.-браз. Luiz Paulo Gabriel de Souza, нар. 14 квітня 1996, Сан-Паулу, Бразилія) — бразильський футболіст, захисник.

## Життєпис
Народився в Сан-Паулу, на молодіжному рівні виступав у «Матоненсе» та «Греміо Баруері». У 2016 році став гравцем клубу «Фламенго-СП» з Серії A3 Ліги Пауліста, проте в команді не зіграв жодного офіційного матчу. У 2017 році перейшов до «Греміо Осаску Аудакс», який виступав у Серії A1 Ліги Пауліста. У цьому турнірі зіграв 2 матчі, але не зміг допомогти своєму клубу уникнути вильоту до Серії A2. Того ж року виступав у клубі «Елоспорт» з Серії D2 Ліги Пауліста.
У середині лютого 2018 року перейшов до клубу української Прем'єр-ліги «Верес» (Рівне). У складі рівненського клубу дебютував 17 лютого 2018 року в програному (0:1) виїзному поєдинку 20-ого туру Прем'єр-ліги проти полтавської «Ворскли». Пепі вийшов на поле на 85-й хвилині, замінивши Дениса Кожанова.